# Bad Wörishofen

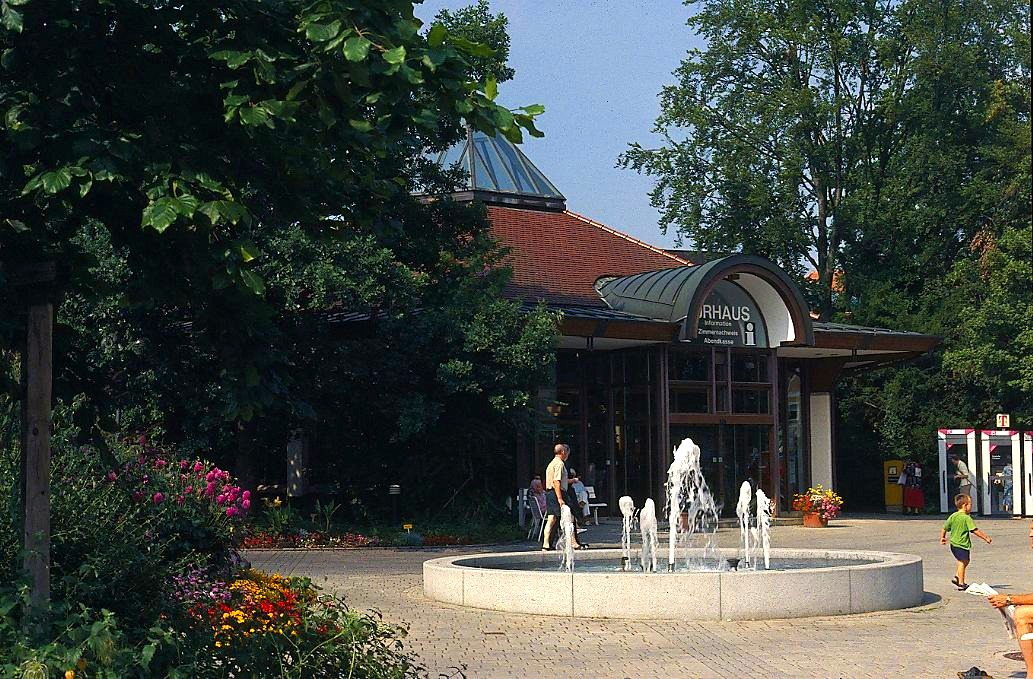
Kurhaus of Bad Wörishofen

Bad Wörishofen (phát âm tiếng Đức: [vøːrɪshoːfən]) là một thị nghỉ dưỡng ở huyện Unterallgäu, Bayern Đức.